# Dreffling
Dreffling är en släkt från Tyrolen som invandrade till Sverige, där en gren adlades på namnet. Den svenska adliga grenen är utslocknad.
Gabriel Anrep anger att släktens stamfader är en fandragare i Trient, Franciscus Dreffling som finns omnämnd 1212, och att ätten flera gånger ska ha fått sig adelskap förnyat i Tyrolen och Österrike. På grund av religionsförföljelser inkom en medlem av ätten, Johan Dreffling, till Sverige år 1580 och var militär i svensk tjänst i kriget mot Ryssland. Han var gift med en dotter till en Per Nilsson på Estlunda.
Deras sonsöner var verksamma inom bergsindustrin. Jonas Dreffling var inspektor över silverbruket i Sala, bergmästare över Södermanland, Östergötland, Småland och en del av Närkes bergslager, borgmästare i Sala och fick en assessors namn. Jonas Dreffling är stamfader för adelsätten Lilljenberg. Hans bror Måns Dreffling var byggningsborgmästare i Köping, och hans son adlades med namnet Anckarfelt.
Jonas och Måns bror Daniel Dreffling var först geschworner och sedan bergmästare i Stora Kopparbergs socken. Han var gift med Maria Norlind, dotter till häradshövdingen i Västerdalarna Erik Norlind och Carin Hansdotter Brander. Deras son Daniel Dreffling gjorde karriär inom militären. Han var först livdrabant hos Karl XII, blev 1714 korporal vid Drabanterna, 1716 generaladjutant vid Flygeln, och 1717 överste och generaladjutant. Han deltog vid kalabaliken i Bender. 1717 gifte han sig med Helena Brita Westersköld vars mor hette Petré. År 1719 adlades Daniel Dreffling på bibehållet namn, men eftersom han inte fick några söner alöt han själv ätten på svärdssidan när han avled 1721. Hans två döttrar gifte sig med friherre Duwall och kyrkoherden Petrus Lyckå.